# Jasiona (Brzeg)
Pour les articles homonymes, voir Jasiona.
Jasiona est une localité polonaise du gmina de Lewin Brzeski, située dans le powiat de Brzeg (voïvodie d'Opole).